# Ruschia testacea
Ruschia testacea är en isörtsväxtart som beskrevs av L. Bol. Ruschia testacea ingår i släktet Ruschia och familjen isörtsväxter. Inga underarter finns listade i Catalogue of Life.